# Edward Skorek
Edward Skorek (* 13. června 1943 Tomaszów Mazowiecki) je bývalý polský volejbalista. S polskou mužskou volejbalovou reprezentací získal zlatou medaili na olympijských hrách v Montréalu roku 1976, vyhrál mistrovství světa v roce 1974, vybojoval stříbro na Světovém poháru roku 1965 a bronz na mistrovství Evropy v roce 1967. Při olympijském triumfu mužstvo vedl jako kapitán. Za národní tým nastupoval v letech 1964–1976 a odehrál 284 utkání. Většinu klubové kariéry strávil v Legii Varšava (1968–1975). V roce 2006 byl uveden do Mezinárodní volejbalové síně slávy. V roce 1998 byl vyznamenán Řádem znovuzrozeného Polska. Po skončení hráčské kariéry se stal trenérem, v letech 1990–1992 vedl i polskou reprezentaci. V roce 2004 kandidoval do europarlamentu za uskupení Inicjatywy dla Polski.